# Expedition 13
L'Expedition 13 è stato il tredicesimo equipaggio della Stazione spaziale internazionale.

## Equipaggio
| Ruolo               | Aprile – Luglio 2006                     | Luglio – Settembre 2006                  |
| ------------------- | ---------------------------------------- | ---------------------------------------- |
| Comandante          | Pavel Vinogradov, Roscosmos Secondo volo | Pavel Vinogradov, Roscosmos Secondo volo |
| Ingegnere di volo 1 | Jeffrey Williams, NASA Secondo volo      | Jeffrey Williams, NASA Secondo volo      |
| Ingegnere di volo 2 |                                          | Thomas Reiter, ESA Secondo volo          |